# 平岗街道 (六安市)
平岗街道，是中华人民共和国安徽省六安市叶集区下辖的一个乡镇级行政单位。

## 行政区划
平岗街道下辖以下地区：
五楼村、龙秦村、武昌村、平岗村、芮祠村、五里村、雨台村、朱畈村、双井村、熊店村、尧冲村、尧岭村和堰湾村。